# Richard Sherman
Richard Morton Sherman (New York, 12 juni 1928 – Los Angeles, 25 mei 2024) was een Amerikaans songwriter. Hij werkte voornamelijk samen met zijn broer Robert Sherman. Ze werkten samen aan vele filmprojecten, waaronder Mary Poppins en Jungle Book, beide films van Walt Disney Pictures.

## Biografie
Richard groeide op in een Joods-Russisch gezin in New York. Samen met zijn oudere broer Robert stapte hij in de voetsporen van zijn vader Al Sherman, een befaamde componist. 
In 1958 werd hij samen met zijn broer opgemerkt door Walt Disney, die de twee in dienst nam als liedschrijvers bij Walt Disney Pictures. Als eerste wapenfeit voor Disney, schreven ze het befaamde lied uit de Disneyland-attractie It's a small world.
Sherman overleed op 95-jarige leeftijd.

## Bekendste werken
- Merlijn de Tovenaar (1963)
- Mary Poppins (1964)
- Jungle Book (1967)
- Chitty Chitty Bang Bang (1968)
- De Aristokatten (1970)
- Heksen & Bezemstelen (1971)
- Het Grote Verhaal van Winnie de Poeh (1977)
- Mary Poppins (2004) - Musicaladaptatie van de gelijknamige film uit 1964

## Prijzen en nominaties

### Academy Awards
Richard Sherman werd genomineerd voor 9 Academy Awards, waarvan hij er 2 won:
- 1965: Best Music, Original Song - Chim Chim Cher-ee;
- 1965: Best Music, Original Score - Mary Poppins;

### Grammy Awards
Richard Sherman werd genomineerd voor 9 Grammy Awards, waarvan hij er 3 won:
- 1965: Best Original Score for a Motion Picture or Television Show - Mary Poppins;
- 1965: Best Recording for Children - Mary Poppins;
- 1975: Best Recording for Children - Winnie the Pooh and Tigger Too;

- Bibsys: 2081036
- Biblioteca Nacional de España: XX1651010
- Bibliothèque nationale de France: cb139583138 (data)
- CiNii: DA13030591
- Gemeinsame Normdatei: 134772059
- International Standard Name Identifier: 0000 0001 0909 4953
- Library of Congress Control Number: n88630687
- Nationale Bibliotheek van Letland: 000080290
- MusicBrainz: c47026a1-3300-4cf7-80df-8b9462a884e4
- Bibliotheek van het Japanse parlement: 001152524
- Nationale Bibliotheek van Tsjechië: xx0139841
- Nationale bibliotheek van Australië: 35676116
- Nationale Bibliotheek van Israël: 987007583913605171
- Nationale en Universitaire bibliotheek Zagreb: 000067076
- Nederlandse Thesaurus van Auteursnamen: 071593020
- SNAC: w6gq77cw
- Système universitaire de documentation: 160319595
- Virtual International Authority File: 64197728
- WorldCat: E39PBJrRckbfDVHh9TbB4TJJjC